# TRAPATT-Diode
Die TRAPATT-Diode (englisch trapped plasma avalanche-triggert transit) ist ein Hochfrequenz-Halbleiter-Bauelement der Mikroelektronik, das als Diode zu den elektronischen Bauelementen gehört. Sie ist ein Bauteil mit hoher Leistung und hohem Wirkungsgrad. Heutzutage kann pulsierende Leistung von 1,2 kW bei 1,1 GHz erzeugt werden (bei einer Reihenschaltung von fünf Dioden) und den höchsten Wirkungsgrad von 75 % konnte man bei 0,6 GHz erzielen. Der Betrieb dieser Diode unterscheidet sich wesentlich von dem einer IMPATT-Diode. Die Diode weist eine p+-p-n+-Struktur auf.